# السياسة الخارجية لإدارة بشار الأسد
تعتمد السياسة الخارجية السورية في عهد بشار الأسد على استمرارية سياسات والده وخليفته حافظ الأسد في فترة الحرب الباردة. كان حافظ الأسد مؤيدًا قويًا للاتحاد السوفييتي وجعل سوريا البعثية قريبة من الكتلة الشرقية. خلال هذه الفترة، تبنت سوريا موقفاً قوياً معادياً للصهيونية في المنطقة، استناداً إلى عقيدتها العسكرية القائمة على تحقيق "التكافؤ الاستراتيجي" وتشكيل مبادرات عربية مشتركة.
بعد وصوله إلى السلطة في عام 2000، حافظ الأسد على السياسات الخارجية التي انتهجها والده، مثل التحالف مع إيران ودعم حزب الله ومتابعة أجندة معادية للصهيونية. خلال العقد الأول من حكمه، ركز الأسد على دمج سوريا في النظام الإقليمي، من خلال موازنة العلاقات مع الدول المجاورة ومنع تداعيات حرب العراق . ووصف الدعم العسكري الذي يقدمه الأسد لحزب الله والجماعات المسلحة المدعومة من إيران بأنه "المكون الأساسي لعقيدته الأمنية". وتعتبر سوريا أيضًا حليفًا بارزًا لروسيا ورئيسها فلاديمير بوتين.
وفي أعقاب حملته القمعية على الاحتجاجات في عام 2011، أصبحت سوريا معزولة عالميا، وفرضت العديد من العقوبات عليها من قبل الاتحاد الأوروبي والولايات المتحدة جامعة الدول العربية وغيرها. منذ المراحل الأولى للصراع في سوريا، قدمت الدول الغربية الكبرى مثل الولايات المتحدة وفرنسا والمملكة المتحدة، فضلاً عن القوى المتنافسة في المنطقة المتحالفة مع الولايات المتحدة مثل تركيا والمملكة السعودية الأردن قطر، الدعم السياسي والعسكري واللوجستي للمعارضة السورية والجماعات المسلحة المرتبطة بها في سوريا. ومن ناحية أخرى، تحظى الحكومة السورية بدعم سياسي وعسكري من إيران وروسيا وحزب الله اللبناني. منذ سبتمبر/أيلول 2015، شنت روسيا، بناء على طلب من حكومة الأسد، حملة جوية مكثفة ضد القوات المناهضة للحكومة في سوريا.
اعتبارًا من عام 2023، أسفرت الحرب الأهلية السورية عن مقتل أكثر من 600 ألف شخص وملايين النازحين قسراً، مما أدى إلى اندلاع أكبر أزمة لاجئين في العالم. وتعرضت الأنشطة العسكرية لسوريا وإيران وروسيا خلال الحرب لانتقادات من قبل الولايات المتحدة وحلفائها، فضلاً عن العديد من الصحفيين ومنظمات حقوق الإنسان.

## خلفية

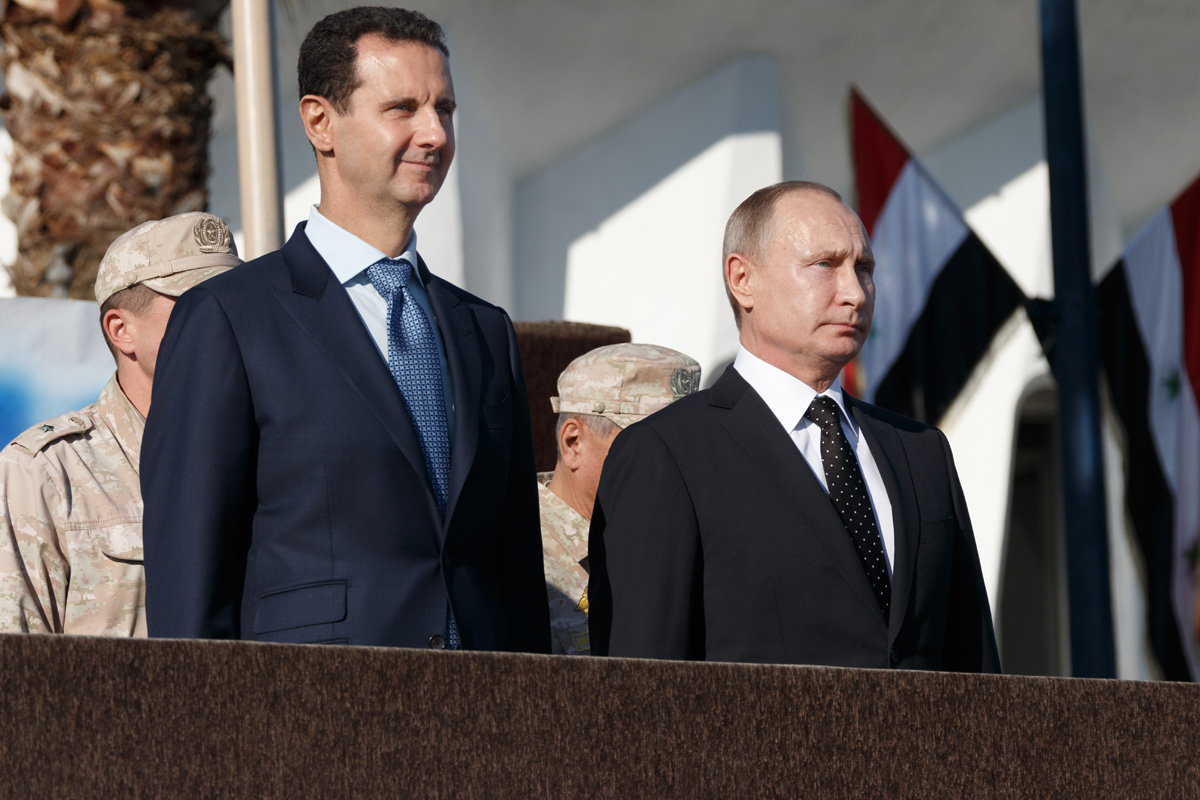
فلاديمير بوتن وبشار الأسد في قاعدة حميميم الجوية الروسية في اللاذقية، 2017

تمت صياغة الركائز الأساسية للسياسة الخارجية لسوريا البعثية في عهد حافظ الأسد، الذي يُعرف باسم المقدس لحزب البعث العربي الاشتراكي. لقد تحالف حافظ الأسد بشكل وثيق مع الكتلة الشرقية واعتمد استراتيجية معادية للصهيونية وأميركا في المنطقة من خلال تعزيز الجيش السوري؛ والذي قام بدمجه في حزب البعث من خلال حشد ضباطه من الموالين للبعث من ذوي الخلفية العلوية.
وفي عام 1976، أمر حافظ الأسد بالتدخل العسكري في لبنان، مما أدى إلى الاحتلال السوري للبلاد. كما قدم الدعم للمنظمات الفلسطينية وطوّر تحالفًا مع إيران بعد عام 1979. كانت الاستراتيجية السورية في هذه الفترة تعتمد على مبدأ " التوازن الاستراتيجي" الذي كان يتضمن تحقيق التعاون العربي الشامل وتعزيز قدراتها العسكرية بدعم سوفييتي. بعد سقوط الاتحاد السوفييتي، فقدت الحكومة السورية موردها العسكري الرئيسي وحليفها الجيوسياسي، مما أدى إلى عزلتها عن الساحة الدولية.
بعد تولي ابنه بشار السلطة في عام 2000، حافظ على العديد من السياسات الخارجية المتشددة التي انتهجها والده، مثل التحالف مع إيران ودعم حزب الله في لبنان ومتابعة أجندة مناهضة للغرب. وعلى الرغم من محاولاته لدمج سوريا في النظام الإقليمي، فإن أحداثاً مثل اغتيال رفيق الحريري ثورة الأرز اللبنانية أدت إلى رد فعل دولي عنيف ضد حكومته، مما أدى إلى الانسحاب العسكري السوري من لبنان في عام 2005. وأصبح الدعم العسكري الذي قدمه الأسد لحزب الله والجماعات المدعومة من إيران في لبنان "المكون المركزي لعقيدته الأمنية"، كما دعمت الحكومة السورية حزب الله في حرب لبنان عام 2006. كما أحيت سوريا تحالفها مع روسيا، خليفة الاتحاد السوفييتي، وشكل الأسد تحالفًا وثيقًا مع فلاديمير بوتن، الذي قدم بانتظام غطاءً للأسد في مجلس الأمن التابع للأمم المتحدة.

## العلاقات مع الدول

### الصين
وفي عام 2004، زار الأسد الصين، وكانت الزيارة الأولى لرئيس دولة سوري منذ إقامة العلاقات الدبلوماسية. تشارك سوريا في منتدى التعاون الصيني العربي، وهو الهيئة الرئيسية للتعاون المتعدد الأطراف بين الصين والعالم العربي. على الرغم من أن الدول العربية تنسق بشكل أساسي في منتدى التعاون الإقليمي للتعاون بين الدول العربية من خلال جامعة الدول العربية، إلا أن سوريا قامت بالتنسيق بشكل فردي بين عامي 2011 و2023 بسبب تعليق عضويتها في جامعة الدول العربية. في عام 2022، انضمت سوريا إلى مبادرة الحزام والطريق الصينية. وفي مايو/أيار 2023، شاركت سوريا في قمة منتدى التعاون الصيني العربي في تشنغدو بصفتها عضواً في جامعة الدول العربية لأول مرة منذ عام 2011.
وتنظر الصين إلى مكافحة الإرهاب باعتبارها مصدر قلق كبير يتعين معالجته في سياق الحرب الأهلية السورية. تنظر الصين إلى بعض الجماعات المسلحة السورية، مثل الحزب الإسلامي التركستاني، باعتبارها منظمات إرهابية، وتعزو ارتفاع وتيرة الإرهاب في الصين جزئياً إلى الحزب الإسلامي التركستاني، وخاصة من خلال علاقاته مع الأويغور في مقاطعة شينجيانغ الصينية. وقد تعاونت سوريا مع الصين فيما يتعلق بقضية انضمام المسلحين الأويغور إلى الجماعات المسلحة السورية التي تقاتل حكومة الأسد، حيث تشير بعض المصادر إلى أن ما يصل إلى 5000 من الأويغور من شينجيانغ سافروا إلى سوريا في السنوات الأخيرة. ويُزعم أيضًا أن الصين زادت من روابطها العسكرية المباشرة مع الحكومة السورية، وإن كان ذلك بشكل أكثر سرية من روسيا. وعلى الرغم من أن الصين تزعم أنه ليس لها وجود عسكري في سوريا، فقد وردت تقارير عن تعاون عسكري في أعوام 2016 و2017 و2018.
وباعتبارها عضوًا دائمًا في مجلس الأمن التابع للأمم المتحدة، استخدمت الصين حق النقض ضد عشرة قرارات تتعلق بسوريا بين عامي 2010 و2020 وكانت سوريا واحدة من 53 دولة أيدت قانون الأمن القومي لهونج كونج في الأمم المتحدة في يونيو/حزيران 2020. في سبتمبر 2023، قام الأسد بزيارة دبلوماسية إلى الصين والتقى بالرئيس الصيني شي جين بينغ في هانغتشو، قبل بداية دورة الألعاب الآسيوية التاسعة عشرة، حيث أعلنت الصين وسوريا بشكل مشترك عن إقامة شراكة استراتيجية.

### مصر
خلال الربيع العربي، ركزت وسائل الإعلام الرسمية السورية في المقام الأول على حسني مبارك في مصر، واستخدمت الانتفاضة ضد مبارك "لشيطنة المحور الموالي للولايات المتحدة في المنطقة". ووفقًا للعالم السياسي العربي صديقي، فإن هذا التكتيك "سهل عن غير قصد انتشار الهتافات والعبارات" التي دعت إلى الإطاحة بالأسد.
وبعد انتخاب السياسي المنتمي لجماعة الإخوان المسلمين محمد مرسي رئيسا لمصر، أصبحت العلاقات متوترة للغاية. إن جماعة الإخوان المسلمين منظمة محظورة في سوريا، والعضوية فيها جريمة يعاقب عليها بالإعدام. وقطعت مصر علاقاتها مع سوريا في يونيو/حزيران 2013.[بحاجة لمصدر] وعادت العلاقات الدبلوماسية وفتحت السفارات بعد أسابيع من عزل حكومة مرسي من قبل عبد الفتاح السيسي. وفي يوليو/تموز 2013، اتفق البلدان على إعادة فتح القنصلية المصرية في دمشق والقنصلية السورية في القاهرة.
على الرغم من أن مصر لم تكن صريحة في دعمها لأي من أطراف الحرب الأهلية الدائرة في سوريا، إلا أن عبد الفتاح السيسي قال في عام 2016 إن أولوية بلاده هي "دعم الجيوش الوطنية"، والتي قال إنها تشمل القوات المسلحة السورية. وقال أيضاً بشأن موقف مصر من الصراع: "موقفنا في مصر هو احترام إرادة الشعب السوري، وأن الحل السياسي للأزمة السورية هو الطريق الأنسب، والتعامل بجدية مع الجماعات الإرهابية ونزع سلاحها". وفي أواخر نوفمبر/تشرين الثاني 2016، أفادت بعض وسائل الإعلام العربية أن طيارين مصريين وصلوا في منتصف نوفمبر/تشرين الثاني إلى سوريا لمساعدة الحكومة السورية في حربها ضد تنظيم الدولة الإسلامية وجبهة النصرة. وردًا على ذلك، نفت الحكومة المصرية رسميًا وجود أي وجود عسكري لها في سوريا.
وفي فبراير/شباط 2017، قال المتحدث باسم وزارة الخارجية المصرية أحمد أبو زيد إن وزير الخارجية المصري سامح شكري "أكد خلال لقائه المبعوث الخاص للأمم المتحدة إلى سوريا ستيفان دي ميستورا، السبت، رفض مصر لأي تدخل عسكري من شأنه انتهاك السيادة السورية وتقويض فرص الحلول السياسية القائمة".
وأعربت مصر أيضًا عن اهتمامها الكبير بإعادة بناء سوريا بعد الحرب، حيث ناقشت العديد من الشركات ورجال الأعمال المصريين فرص الاستثمار في سوريا، فضلاً عن المشاركة في جهود إعادة الإعمار. وقال طارق النبراوي، نقيب المهندسين المصريين، إن عام 2018 سيشهد "ازدهارًا ودورًا مؤثرًا لشركات البناء المصرية في سوريا وفتح الباب أمام شركات أخرى - في مجالات الكهرباء ومواد البناء والصلب والألمنيوم والسيراميك والمواد الصحية وغيرها - للعمل في السوق السورية والمشاركة في إعادة بناء المدن والمرافق التي دمرتها الحرب". في 25 فبراير 2018، أفادت أنباء رسمية سورية أن وفدًا مصريًا مكونًا من "أعضاء الجمعية الإسلامية والعربية لدعم حركة المقاومة ورواد المستقبل بالإضافة إلى عدد من الشخصيات"، بما في ذلك جمال زهران وفاروق حسن، زار القنصلية السورية في القاهرة للتعبير عن التضامن مع الحكومة السورية.[بحاجة لمصدر أفضل]

### فرنسا
أدان الأسد هجمات باريس في نوفمبر/تشرين الثاني 2015، لكنه اتهم فرنسا بالمساهمة في انتشار الإرهاب من خلال دعمها للمعارضة السورية، ورفض تبادل المعلومات الاستخباراتية بشأن التهديدات الإرهابية مع السلطات الفرنسية ما لم تغير فرنسا سياستها الخارجية تجاه سوريا.

### إيران
تعتبر سوريا وإيران حليفين تاريخيين واستراتيجيين، حيث تعتبر سوريا "أقرب حليف" لإيران. وقد وُصفت العلاقة بين الحكومتين الإيرانية والسورية في بعض الأحيان بأنها محور المقاومة. تاريخياً، كانت الدولتان تشتركان في العداء تجاه حزب البعث العراقي صدام حسين، حيث قدمت سوريا مساعدات عسكرية لإيران خلال الحرب العراقية الإيرانية. بعد وفاة حافظ الأسد في عام 2000، واصل بشار الأسد العلاقة من خلال دعم حزب الله والعديد من الوكلاء الإيرانيين؛ حيث وصف التحالف بأنه "المكون المركزي لعقيدته الأمنية".
وبعد اندلاع الثورة السورية في عام 2011، بدأت إيران بتقديم الدعم السياسي والعسكري لحكومة الأسد. وذكرت صحيفة الجارديان في مايو/أيار 2011 أن الحرس الثوري الإيراني زاد من "مستوى الدعم الفني والدعم البشري" لتعزيز "قدرة الجيش السوري على التعامل مع المتظاهرين". منذ بداية النزاع في سوريا، قدمت إيران التدريب والدعم الفني والقوات القتالية لحكومة الأسد. وتتراوح تقديرات عدد العناصر الإيرانيين في سوريا بين مئات الآلاف وعشرات الآلاف. وقد تولى مقاتلو حزب الله اللبناني، بدعم من الحكومة الإيرانية، أدوارًا قتالية مباشرة منذ عام 2012. منذ صيف عام 2013، قدمت إيران وحزب الله دعمًا مهمًا في ساحة المعركة لسوريا، مما سمح لها بتحقيق تقدم ضد المسلحون السوريين. اعتبارًا من عام 2023، تحتفظ إيران بـ 55 قاعدة عسكرية في سوريا و515 نقطة عسكرية أخرى، معظمها في محافظتي حلب ودير الزور وضواحي دمشق؛ وهذه تمثل 70٪ من المواقع العسكرية الأجنبية في البلاد.

### العراق
وكانت سوريا خصماً بارزاً للعراق البعثي أثناء الحرب الباردة. دعمت سوريا إيران في الحرب الإيرانية العراقية وانضمت إلى التحالف الذي قادته الولايات المتحدة ضد العراق أثناء حرب الخليج. ومع ذلك، بحلول عام 1997، بدأ الرئيس السوري حافظ الأسد في إعادة العلاقات مع الرئيس العراقي صدام حسين. وقد عزز صعود بشار في عام 2000 هذه العملية، وتجاهلت سوريا العقوبات المفروضة على العراق، مما ساعد العراق على استيراد النفط بشكل غير قانوني.
عارض بشار الأسد الغزو الذي قادته الولايات المتحدة للعراق في عام 2003. لقد قام بإيواء البعثيين العراقيين وسمح للمتطوعين بالعبور إلى سوريا لمحاربة الأميركيين. وقد استهجنت الحكومة العراقية الجديدة الضغوط السورية لمراجعة سياسة اجتثاث البعث ودعم المتمردين. ونتيجة لذلك، أوقفت الحكومة العراقية التي نصبتها الولايات المتحدة إمدادات النفط إلى سوريا. في عام 2004، اتهم القائد الأمريكي لقوات التحالف في العراق، جورج دبليو كيسي الابن، سوريا باستضافة زعماء المتمردين العراقيين الذين كانوا ينسقون التمرد المناهض لأمريكا من قواعدهم في سوريا.
وكان عزت إبراهيم الدوري، نائب رئيس مجلس قيادة الثورة في العراق البعثي، على علاقات وثيقة مع سوريا البعثية. ورغم الاختلافات التاريخية بين الفصيلين البعثيين، فإن الدوري كان قد حث صدام على فتح أنابيب النفط مع سوريا، وبناء علاقة مالية مع آل الأسد. بعد الغزو الأمريكي للعراق في عام 2003، ورد أن الدوري فر إلى دمشق، حيث قام بتنظيم جماعات مسلحة معادية لأمريكا وتنسيق العمليات القتالية الرئيسية أثناء التمرد العراقي. وفي عام 2009، صرح الجنرال ديفيد بترايوس، الذي كان في ذلك الوقت يرأس القيادة المركزية الأميركية، أن الدوري كان يقيم في سوريا.
في عام 2006، اعترفت سوريا بالحكومة العراقية بعد الغزو واستأنفت العلاقات. ومع ذلك ظلت العلاقات سيئة حتى عام 2011، عندما انسحبت القوات الأمريكية من العراق واندلعت الثورة السورية، حيث خرج مئات الآلاف من المتظاهرين إلى الشوارع؛ مطالبين بالإطاحة بنظام الأسد. وقد شكلت الحكومتان إلى جانب إيران تحالفًا إقليميًا ثلاثيًا، حيث انتقدت إيران وحكومة المالكي في العراق الصعود المحتمل للنفوذ السعودي في سوريا، وعلى النقيض من أغلب دول الجامعة العربية، رفضت العراق الدعوات التي طالبت الأسد بالتنحي.

### لبنان

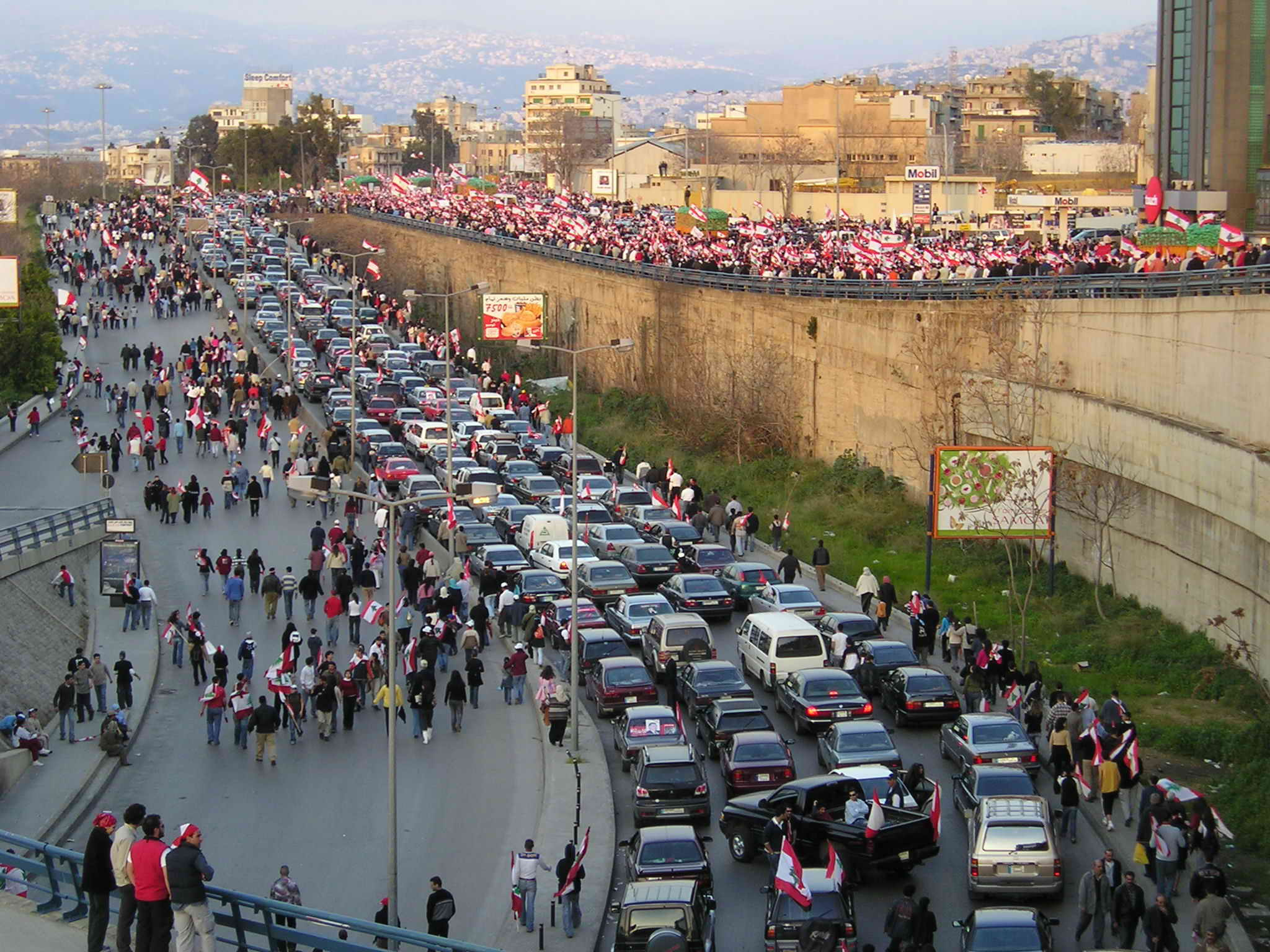
ينزل المتظاهرون إلى الشوارع خلال "انتفاضة الاستقلال" في لبنان، والمعروفة أيضًا باسم ثورة الأرز ، في أعقاب مقتل رفيق الحريري

وفي سنواته الأولى، حاول الأسد تعميق سيطرة سوريا على السياسة اللبنانية بوسائل مختلفة. وفي عام 2004، سعى إلى تمديد ولاية حليفه إميل لحود، مما أثار أزمة سياسية. وبعد اغتيل رئيس الوزراء اللبناني رفيق الحريري الذي عارض خطط الأسد في 14 مارس/آذار 2005، مما أثار ردود فعل دولية غاضبة. وقد ألقي اللوم على المخابرات السورية على نطاق واسع في تدبير عملية اغتيال الحريري.
وفي 5 مارس/آذار 2005، أعلن الأسد أن القوات السورية ستبدأ انسحابها من لبنان في خطابه أمام البرلمان السوري. وأتمت سوريا انسحابها الكامل من لبنان في 30 أبريل/نيسان 2005. وزعم الأسد أن الانسحاب السوري التدريجي للقوات من لبنان كان نتيجة لاغتيال رئيس الوزراء اللبناني رفيق الحريري. وبحسب الشهادات المقدمة إلى المحكمة الخاصة بلبنان، فإن الأسد قال لرفيق الحريري أثناء حديثه معه في القصر الرئاسي بدمشق في أغسطس/آب 2004: "سأحطم لبنان فوق رأسك [الحريري] ورأس وليد جنبلاط" إذا لم يُسمح لإميل لحود بالبقاء في منصبه على الرغم من اعتراضات الحريري؛ ويُعتقد أن هذه الحادثة مرتبطة باغتيال الحريري اللاحق. في أوائل عام 2015، صرح الصحفي والوسيط اللبناني السوري علي حمادة أمام المحكمة الخاصة بلبنان أن محاولات رفيق الحريري لتخفيف التوترات مع سوريا اعتبرها الأسد "استهزاءً".
ورأى البعض أن موقف الأسد أصبح ضعيفاً بسبب انسحاب القوات السورية من لبنان بعد ثورة الأرز في عام 2005. وكانت هناك أيضاً ضغوط من جانب الولايات المتحدة بشأن مزاعم بأن سوريا مرتبطة بشبكات إرهابية، وتفاقمت هذه الضغوط بسبب الإدانة السورية لاغتيال القائد العسكري لحزب الله، عماد مغنية، في دمشق في عام 2008. وصرح وزير الداخلية بسام عبد المجيد بأن "سوريا التي تدين هذا العمل الإرهابي الجبان تتقدم بالتعازي لأسرة الشهيد وللشعب اللبناني".
في مايو/أيار 2015، حُكم على السياسي اللبناني ميشال سماحة بالسجن لمدة 15 عامًا.41⁄2 سنة في السجن لدوره في مخطط إرهابي بالقنابل ادعى أن الأسد كان على علم به.

### كوريا الشمالية
ويُزعم أن كوريا الشمالية ساعدت سوريا في تطوير وتعزيز برنامج الصواريخ الباليستية. ويقال إنهم ساعدوا سوريا أيضًا في تطوير مفاعل نووي مشتبه به في محافظة دير الزور. وزعم المسؤولون الأميركيون أن المفاعل ربما "لم يكن مخصصاً لأغراض سلمية"، لكن كبار مسؤولي الاستخبارات الأميركية شككوا في أنه كان مخصصاً لإنتاج الأسلحة النووية. دمرت القوات الجوية الإسرائيلية المفاعل النووي المفترض في عام 2007 خلال عملية البستان. وفي أعقاب الغارة الجوية، كتبت سوريا رسالة إلى الأمين العام للأمم المتحدة بان كي مون وصفت فيها التوغل بأنه "خرق للمجال الجوي للجمهورية العربية السورية" و"ليست المرة الأولى التي تنتهك فيها إسرائيل" المجال الجوي السوري.
وفي أثناء استضافته في 8 مارس/آذار 2015 وفداً من كوريا الشمالية بقيادة نائب وزير الخارجية الكوري الشمالي سين هونغ تشول، صرح الأسد بأن سوريا وكوريا الشمالية "مستهدفتان" لأنهما "من بين تلك الدول القليلة التي تتمتع باستقلال حقيقي".
اتهم أسعد الزعبي، رئيس وفد الهيئة العليا للمفاوضات التابعة للمعارضة السورية، كوريا الشمالية بإرسال وحدات من جيشها للقتال إلى جانب الأسد خلال الحرب الأهلية السورية.

### روسيا

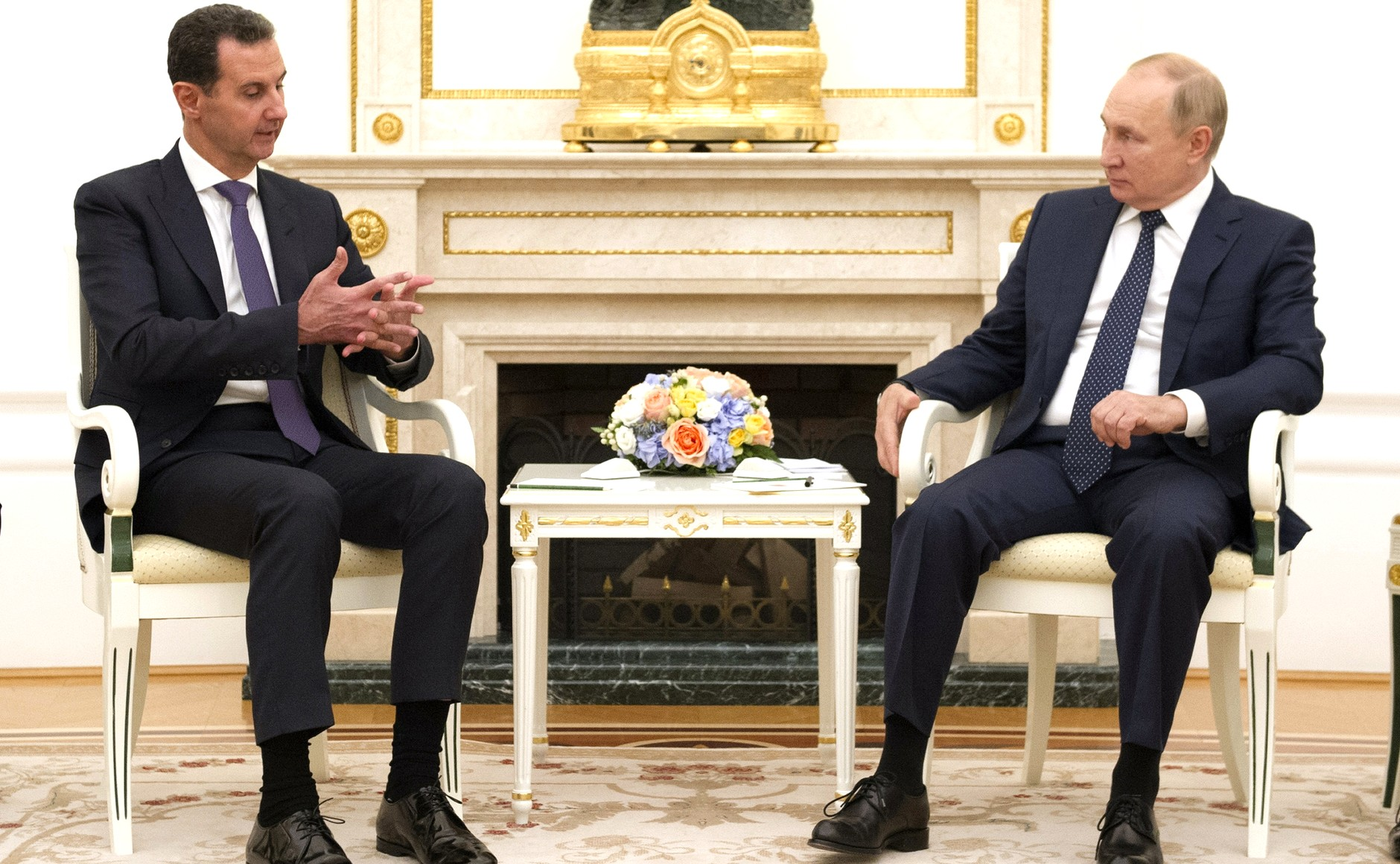
فلاديمير بوتن إلى جانب الأسد، سبتمبر/أيلول 2021

كما أحيا الأسد التحالف الاستراتيجي لحكومته مع روسيا، خليفة الاتحاد السوفييتي، بدعم قوي من فلاديمير بوتن، الذي يوفر بانتظام غطاء للأسد في مجلس الأمن التابع للأمم المتحدة.
في سبتمبر/أيلول 2015، أطلقت روسيا، بدعوة من حكومة الأسد، تدخلها العسكري في الحرب الأهلية السورية بسبب "الدعم الواسع الذي كانت الدول الأجنبية توفره للمعارضة السورية"، وكذلك لمنع انهيار الحكومة السورية.
وبحسب منظمة العفو الدولية، "يبدو أن القوات الحكومية الروسية والسورية استهدفت المستشفيات والمرافق الطبية الأخرى عمدًا وبشكل منهجي". وكتبت عالمة السياسة الأكاديمية لورا نيك أن "نظام الأسد وحليفه الروسي استخدما تكتيكات الأرض المحروقة من الحصار والقصف لتطهير المدن والأحياء التي تسيطر عليها المعارضة". ووفقًا لآنا بورشفسكايا، زميلة بارزة في معهد واشنطن، "كانت الحملة الجوية التي شنتها موسكو تسير جنبًا إلى جنب مع حملة النظام السوري من حيث إرهاب وإحباط عامة السكان والمعارضة المناهضة للأسد".
كما عزز الأسد تحالف نظامه مع فلاديمير بوتن من خلال منح روسيا إمكانية الوصول الدائم إلى قاعدتها البحرية التي تعود إلى الحقبة السوفيتية في طرطوس، وهي القاعدة البحرية الروسية الكبرى الوحيدة في البحر الأبيض المتوسط. خلال زيارته إلى موسكو في مارس/آذار 2023، أعلن الأسد رسميًا دعمه للبرامج العسكرية الروسية التي قد تتضمن إنشاء قواعد عسكرية إضافية ونشر المزيد من القوات الروسية في سوريا. كما حافظ الأسد على دعمه للغزو الروسي لأوكرانيا، واصفًا المناطق الأوكرانية التي استولت عليها روسيا بأنها "أراضٍ روسية تاريخيًا".

### المملكة العربية السعودية
بعد أربعة أشهر من خلافة الأسد لوالده كرئيس لسوريا، قام بزيارة المملكة العربية السعودية في أكتوبر 2000 والتقى فهد بن عبد العزيز آل سعود، إلا أن اغتيال رئيس الوزراء اللبناني رفيق الحريري، حليف المملكة العربية السعودية، في عام 2005 أثر سلباً على العلاقات. وقد أدت الحرب الإسرائيلية اللبنانية في عام 2006 إلى تفاقم العلاقات بسبب الدعم السوري العلني لحزب الله.
وفي بداية التقارب بين البلدين، عينت المملكة العربية السعودية سفيراً لها في سوريا، عبد الله العيفان، في 25 أغسطس/آب 2009. وفي سبتمبر/أيلول 2009، زار الأسد الرياض، وفي أكتوبر/تشرين الأول، زار الملك عبد الله الأسد في دمشق. وفي الشهر نفسه، عينت سوريا سفيراً جديداً لها، مهدي دخل الله، في المملكة العربية السعودية، مما أدى إلى استعادة العلاقات الدبلوماسية.[بحاجة لمصدر] وبحلول يناير/كانون الثاني 2010، زار الأسد المملكة العربية السعودية ثلاث مرات.
لقد أدت الحرب الأهلية السورية، التي بدأت في عام 2011، إلى إلحاق الضرر بالعلاقات بين البلدين، بسبب إرسال المملكة العربية السعودية الأموال والأسلحة إلى القوات المتمردة المناهضة للحكومة. وكان الملك عبد الله أول زعيم عربي يدين حكومة الأسد في أغسطس/آب 2011. ونتيجة لذلك، سحبت المملكة العربية السعودية وفدها من بعثة حفظ السلام التابعة للجامعة العربية في سوريا في 22 يناير/كانون الثاني 2012 وأغلقت سفارتها في دمشق في فبراير/شباط، وطردت السفير السوري.
شاركت المملكة العربية السعودية في عملية تيمبر سيكامور السرية التي قادتها وكالة المخابرات المركزية الأمريكية لتدريب وتسليح المتمردين السوريين الذين يسعون إلى الإطاحة بالحكومة السورية. ومنذ صيف عام 2013، برزت المملكة العربية السعودية باعتبارها المجموعة الرئيسية لتمويل وتسليح المتمردين. وقد أشارت برقية سرية صادرة عن وزارة الخارجية الأميركية وموقعة من وزيرة الخارجية هيلاري كلينتون إلى أن المانحين السعوديين يشكلون دعماً رئيسياً للقوى السنية المسلحة على مستوى العالم، وأعرب بعض المسؤولين الأميركيين عن قلقهم من أن المتمردين السوريين الذين يتلقون الدعم لهم علاقات بتنظيم القاعدة. في أكتوبر 2014، صرح نائب الرئيس الأمريكي جو بايدن أن تركيا والمملكة العربية السعودية الإمارات العربية المتحدة "ضخت مئات الملايين من الدولارات وعشرات الآلاف من الأطنان من الأسلحة إلى أي شخص يقاتل ضد الأسد، باستثناء أن الأشخاص كانوا مع جبهة النصرة، والقاعدة، والعناصر المتطرفة من الجهاديين القادمين من أجزاء أخرى من العالم". في عام 2015، كان خصوم الأسد الإقليميون الرئيسيون، قطر والمملكة العربية السعودية وتركيا، يدعمون علنًا جيش الفتح، وهي جماعة إسلامية تضم جبهة النصرة وأحرار الشام. في مقابلة أجريت في فبراير 2015 مع جيريمي بوين من هيئة الإذاعة البريطانية، أكد الأسد أن أيديولوجية داعش والقاعدة المتطرفة مستمدة من الوهابية، التي تروج لها الحكومة الملكية السعودية على مستوى العالم.
وفي أغسطس/آب 2017، أبلغ وزير الخارجية السعودي المعارضة السورية أن المملكة قررت الانسحاب من دعمها. وفي وقت لاحق، اتخذت المملكة العربية السعودية موقفا أكثر تصالحية تجاه الحكومة السورية. وفي 9 مايو 2023، قررت المملكة العربية السعودية استئناف عمل بعثتها الدبلوماسية في سوريا، والتي كانت معلقة منذ نوفمبر 2011. وفي اليوم نفسه قررت سوريا استئناف عمل بعثتها الدبلوماسية في المملكة العربية السعودية. في 10 مايو 2023، أفادت وسائل إعلام رسمية سورية أن الملك السعودي سلمان بن عبد العزيز دعا الأسد لحضور قمة جامعة الدول العربية 2023 في جدة يوم 19 مايو. وعلى هامش القمة، التقى الأسد مع ولي العهد محمد بن سلمان، وناقشا تحسين العلاقات الثنائية والتطورات على الساحة العربية.

### تركيا
تاريخيًا، وُصفت تركيا بأنها "عدو مرير" لسوريا، ومع ذلك، في البداية تحت رئاسة بشار الأسد، تحسنت العلاقات بين سوريا وتركيا بشكل كبير. كانت أول زيارة على الإطلاق لرئيس سوري إلى تركيا هي زيارة الأسد إلى أنقرة في يناير/كانون الثاني 2004، وفي أواخر عام 2004، سافر رئيس الوزراء التركي رجب طيب أردوغان إلى دمشق لتوقيع اتفاقية التجارة الحرة مع سوريا. في عام 2008، لعبت تركيا دور الوسيط بين سوريا وإسرائيل في محاولة لحل نزاعهما حول السيطرة على مرتفعات الجولان، ولكن لم تستمر هذه المحادثات بعد أربع جولات، والتي تضمنت زيارة الأسد لأردوغان في بودروم ، تركيا في أغسطس 2008. في سبتمبر/أيلول 2009، شكلت سوريا وتركيا "مجلساً رفيع المستوى للتعاون الاستراتيجي" مشتركاً. وفي الشهر التالي، وقعت الحكومتان اتفاقية لإزالة القيود المفروضة على تأشيرات الدخول عبر الحدود وتعهدتا ببناء "مستقبل مشترك".
منذ بداية الحرب الأهلية السورية، تدهورت العلاقات بين البلدين بشكل كبير؛ حيث أعلنت تركيا عن نيتها "إقامة علاقة إيجابية مع أي حكومة تحل محل الأسد". دربت تركيا منشقين عن الجيش السوري على أراضيها، وأعلنت مجموعة من هؤلاء المدربين ولادة الجيش السوري الحر، تحت إشراف المخابرات التركية. ابتداءً من عام 2012، أرسلت تركيا، بالتنسيق مع وكالة الاستخبارات المركزية الأميركية والمملكة العربية السعودية وقطر، الدعم العسكري واللوجستي للمسلحين السوريين الساعين إلى الإطاحة بالحكومة السورية. تطور تدخل تركيا في الحرب الأهلية السورية تدريجيًا إلى اشتباكات حدودية في عام 2012، وتدخلات عسكرية مباشرة في عامي 2016-2017، في الأعوام 2018، عملية نبع السلام، و2020، و2022، الأمر الذي أدى إلى الاحتلال التركي لشمال سوريا منذ أغسطس 2016.

### المملكة المتحدة
في أكتوبر/تشرين الأول 2001، قام رئيس الوزراء البريطاني توني بلير بزيارة رسمية إلى سوريا، حيث عقد مؤتمراً صحفياً مشتركاً مع الأسد. خلال المؤتمر، أدان الأسد الغزو الأمريكي الأخير لأفغانستان، والذي شاركت فيه المملكة المتحدة، قائلاً: "لا يمكننا أن نقبل ما نراه كل يوم على شاشات التلفزيون لدينا - قتل المدنيين الأبرياء. هناك المئات يموتون كل يوم". كما أشاد الأسد بالجماعات الفلسطينية المسلحة باعتبارها "مقاتلين من أجل الحرية" وانتقد إسرائيل والعالم الغربي خلال المؤتمر. وفي وقت لاحق، وصف المسؤولون البريطانيون آراء الأسد السياسية بأنها أكثر تصالحية في السر، وزعموا أنه انتقد هجمات الحادي عشر من سبتمبر وقبل شرعية دولة إسرائيل.
في عام 2003، أسس والد زوجة الأسد فواز الأخرس الجمعية البريطانية السورية ، وهي جمعية أنشئت لتعزيز العلاقات بين سوريا والمملكة المتحدة، في لندن.

### الولايات المتحدة

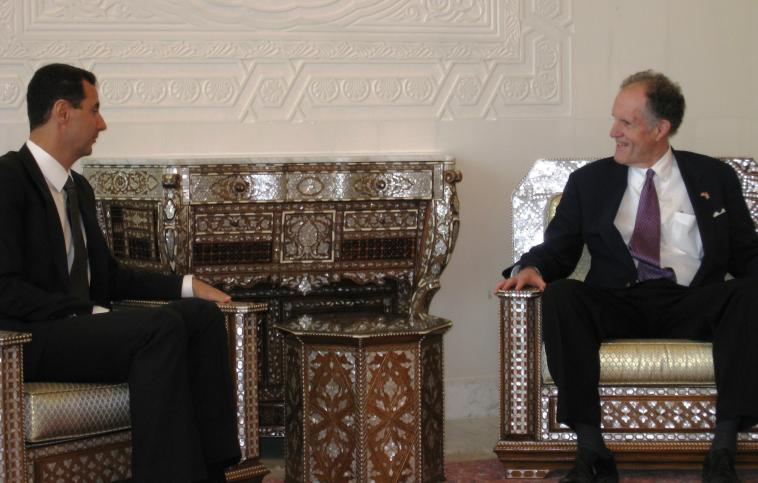
الأسد يلتقي السيناتور الأمريكي تيد كوفمان في عام 2009

أضافت الولايات المتحدة سوريا إلى قائمتها الأولى "للدول الراعية للإرهاب " في عام 1979، بسبب تمويلها للفصائل الفلسطينية وغيرها من الفصائل المتمردة في المنطقة. سوريا هي الدولة الوحيدة من القائمة الأصلية لعام 1979 التي ظلت موجودة بشكل مستمر في القائمة حتى يومنا هذا، ويرجع ذلك إلى حد كبير إلى دعمها لحزب الله. خلال العقد الأول من حكمه، سعى الأسد إلى إزالة سوريا من القائمة من خلال تحسين العلاقات مع الولايات المتحدة والدول الغربية بشكل عام. في البداية، تعاون الأسد مع جهود إدارة بوش في "الحرب على الإرهاب"، وتبادلت الاستخبارات السورية المعلومات مع وكالة الاستخبارات المركزية الأميركية. ومع ذلك، غيرت سوريا موقفها بعد غزو العراق.
التقى الأسد بعلماء وقادة سياسيين أمريكيين خلال زيارة دبلوماسية علمية في عام 2009، وأعرب عن اهتمامه ببناء جامعات بحثية واستخدام العلوم والتكنولوجيا لتعزيز الابتكار والنمو الاقتصادي.
ردًا على الأمر التنفيذي رقم 13769 الذي نص على تعليق توطين اللاجئين من سوريا إلى أجل غير مسمى في الولايات المتحدة، بدا الأسد وكأنه يدافع عن هذا الإجراء، قائلاً: "إنه ضد الإرهابيين الذين قد يتسللون بين بعض المهاجرين إلى الغرب... أعتقد أن هدف ترامب هو منع هؤلاء الأشخاص من القدوم"، مضيفًا أنه "ليس ضد الشعب السوري".

## الصراع العربي الإسرائيلي

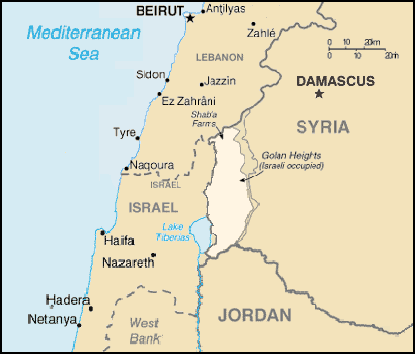
احتلال مرتفعات الجولان وإدارتها كجزء من إسرائيل منذ عام 1967.

تتهم الولايات المتحدة والاتحاد الأوروبي تحالف 14 آذار وفرنسا الأسد بتقديم الدعم للجماعات المسلحة النشطة ضد إسرائيل والجماعات السياسية المعارضة. وتشمل الفئة الأخيرة معظم الأحزاب السياسية باستثناء حزب الله، وحماس، حركة الجهاد الإسلامي في فلسطين.
في خطاب ألقاه في أغسطس/آب 2006 حول حرب لبنان، قال الأسد إن حزب الله "رفع راية النصر"، وأشاد بأفعاله باعتبارها "مقاومة ناجحة". وفي أبريل/نيسان 2008، صرح الأسد لصحيفة قطرية أن سوريا وإسرائيل كانتا تناقشان معاهدة سلام لمدة عام. وقد أكد ذلك في مايو/أيار 2008، المتحدث باسم رئيس الوزراء الإسرائيلي إيهود أولمرت. وبالإضافة إلى المعاهدة، كان مستقبل مرتفعات الجولان محل نقاش. ونقلت صحيفة الغارديان عن الأسد قوله للصحيفة القطرية:
... لن تكون هناك مفاوضات مباشرة مع إسرائيل حتى يتولى رئيس أميركي جديد منصبه. وقال [الأسد] للصحيفة إن الولايات المتحدة هي الطرف الوحيد المؤهل لرعاية أي محادثات مباشرة، لكنه أضاف أن رئاسة جورج بوش الابن "ليس لديها الرؤية أو الإرادة لعملية السلام. ليس لديها أي شيء."
وبحسب برقيات أميركية مسربة، وصف الأسد حماس بأنها "ضيف غير مدعو"، وقال: "إذا كنت تريدني أن أكون فعالاً ونشطاً، فيتعين علي أن أكون على علاقة مع جميع الأطراف. حماس هي جماعة الإخوان المسلمين، ولكن يتعين علينا أن نتعامل مع حقيقة وجودهم"، مقارناً حماس بجماعة الإخوان المسلمين السورية التي سحقها والده حافظ الأسد. وقال أيضًا إن حماس ستختفي إذا جلب السلام إلى الشرق الأوسط. ومع ذلك، تصالحت حماس والأسد واستأنفا العلاقات في عام 2022.
وفي مقابلاته، أشار الأسد إلى أن معاهدة السلام التي يتصورها قد لا تكون مماثلة لاتفاقيات كامب ديفيد، حيث يوجد معبر حدودي قانوني وتجارة مفتوحة. في مقابلة أجريت معه عام 2006 مع تشارلي روز، قال الأسد: "هناك فرق كبير بين الحديث عن معاهدة سلام والسلام. فمعاهدة السلام تشبه وقف إطلاق النار الدائم. لا توجد حرب، ربما لديك سفارة، لكنك في الواقع لن يكون لديك تجارة، ولن يكون لديك علاقات طبيعية لأن الناس لن يتعاطفوا مع هذه العلاقة طالما أنهم متعاطفون مع الفلسطينيين: نصف مليون يعيشون في سوريا ونصف مليون في لبنان وبضعة ملايين أخرى في دول عربية أخرى". وخلال زيارة البابا يوحنا بولس الثاني إلى سوريا عام 2001، طلب الأسد اعتذارًا للمسلمين عن الحروب الصليبية وانتقد معاملة إسرائيل للفلسطينيين، قائلاً إن "أراضي في لبنان والجولان وفلسطين احتلها أولئك الذين قتلوا مبدأ المساواة عندما زعموا أن الله خلق شعبًا متميزًا عن جميع الشعوب الأخرى". كما قارن بين معاناة الفلسطينيين على أيدي الإسرائيليين والمعاناة التي تحملها المسيح في يهودا، وقال إنهم "حاولوا قتل مبادئ كل الأديان بنفس العقلية التي خانوا بها المسيح وبنفس الطريقة التي حاولوا بها خيانة وقتل النبي محمد". وردًا على الاتهامات التي وجهت إليه بأن تعليقه كان معادًا للسامية، قال الأسد "نحن في سوريا نرفض مصطلح معاداة السامية... الساميون عرق و[السوريون] لا ينتمون إلى هذا العرق فحسب، بل هم جوهره. أما اليهودية، من ناحية أخرى، فهي دين يمكن أن يُنسب إلى جميع الأجناس". كما صرح أيضًا "كنت أتحدث عن الإسرائيليين، وليس اليهود... عندما أقول إن إسرائيل تنفذ عمليات قتل، فهذه هي الحقيقة: إسرائيل تعذب الفلسطينيين. لم أتحدث عن اليهود"، وانتقد وسائل الإعلام الغربية لتفسير تعليقاته بشكل خاطئ.
وفي مقابلة أجراها الأسد مع صحيفة الخليج في عام 2009، أوضح الأسد أهدافه قائلاً إن "اتفاقية السلام" هي ببساطة "قطعة ورق توقع عليها. وهذا لا يعني التجارة والعلاقات الطبيعية، أو الحدود، أو غير ذلك". وعلاوة على ذلك، أكد الأسد أن إعادة مرتفعات الجولان إلى سوريا كانت شرطًا مسبقًا للدخول في أي اتفاقية سلام. وفي مقابلة أجريت معه في مايو/أيار 2010 مع صحيفة لا ريبوبليكا الإيطالية، وصف الأسد "معاهدة السلام" المقترحة بأنها "هدنة"، وليس سلاماً شاملاً، طالما ظلت الأزمة الفلسطينية دون حل. في فبراير/شباط 2011، دعم الأسد مبادرة لترميم عشرة معابد يهودية في سوريا، التي بلغ عدد أفراد الجالية اليهودية فيها 30 ألف نسمة في عام 1947، ولكن عددهم انخفض إلى 200 يهودي فقط بحلول عام 2011.

## مزاعم الإرهاب الذي ترعاه الدولة
وفقًا للصحفي بيتر ر. نيومان ، أثناء حرب العراق، "في السنوات التي سبقت الانتفاضة، تبنى الأسد وأجهزة استخباراته وجهة نظر مفادها أن الجهاد يمكن رعايته والتلاعب به لخدمة أهداف الحكومة السورية". واتهم زعماء عراقيون مثل مستشار الأمن القومي السابق موفق الربيعي ورئيس الوزراء السابق نوري المالكي الأسد بإيواء ودعم المتمردين الجهاديين في العراق. وقد زعم الجنرال الأميركي ديفيد بترايوس: "أن بشار الأسد كان على علم تام بأن صهره آصف شوكت، مدير الاستخبارات العسكرية السورية، كان لديه معرفة تفصيلية بأنشطة أبو غادية، المنسق [لتنظيم القاعدة في العراق]، الذي كان يستخدم الأراضي السورية لجلب المقاتلين الأجانب والانتحاريين إلى العراق"، وأضافت البرقيات اللاحقة أن بترايوس كان يعتقد أن "هؤلاء المقاتلين سوف ينقلبون بمرور الوقت على مضيفيهم السوريين ويبدأون في شن هجمات ضد نظام بشار الأسد نفسه". وقد نفى الأسد، ونائب الرئيس السوري السابق والناشط المعارض عبد الحليم خدام، وناشطة حقوق الإنسان رزان زيتونة، مزاعم دعم الحكومة السورية للمتمردين العراقيين.

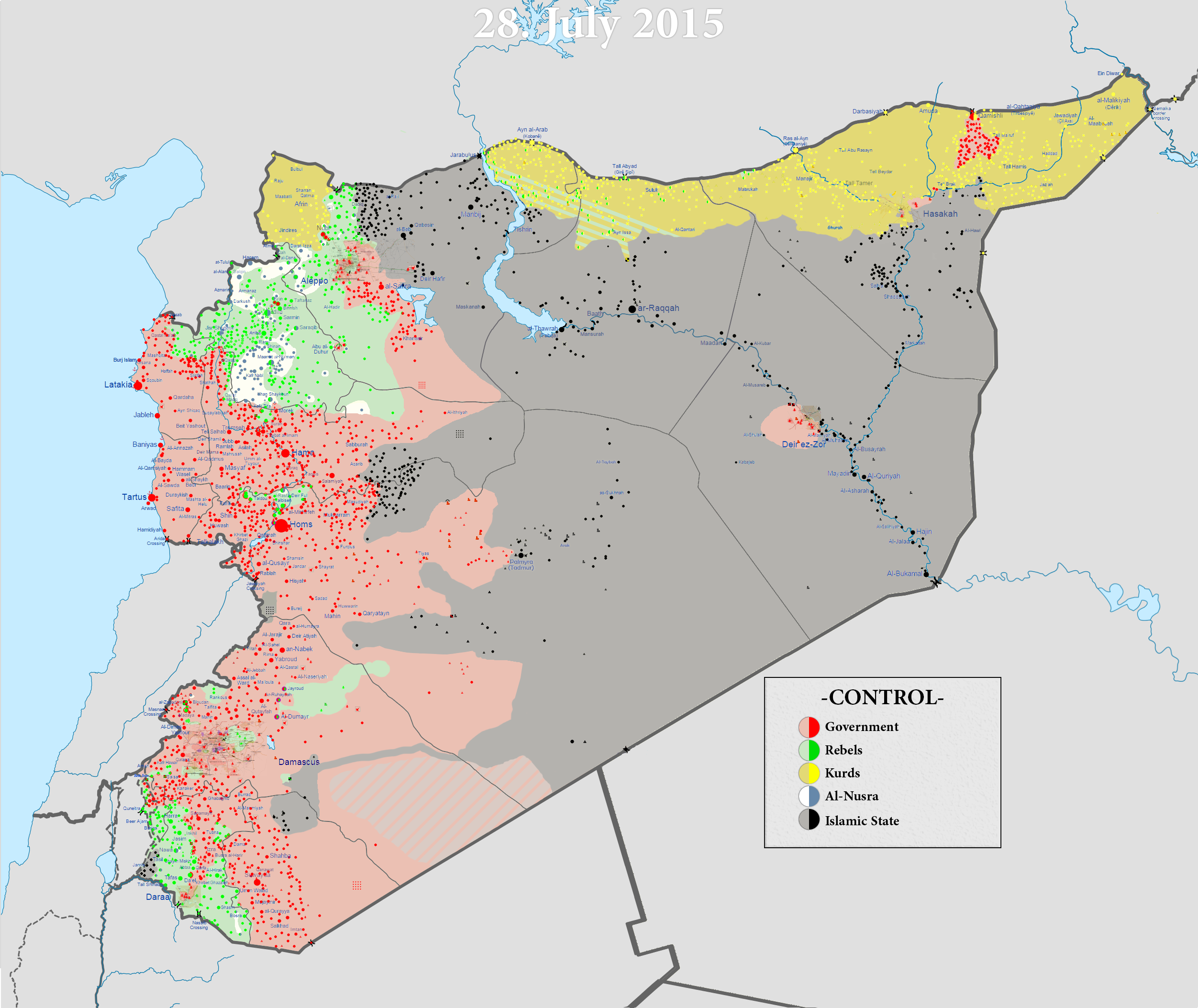
الوضع العسكري للحرب الأهلية السورية في تموز/يوليو 2015

خلال الحرب الأهلية السورية، اتهمت المعارضة السورية وبعض المحللين الرئيس بشار الأسد والحكومة السورية بإطلاق سراح السجناء الإسلاميين بشكل استراتيجي أثناء بداية الأزمة السورية في محاولة لتعزيز الفصائل المسلحة على حساب المتمردين الآخرين. كما اتهمت المعارضة السورية الأسد أيضًا بوجود عملاء استخبارات داخل صفوف داعش، وحتى توجيه هجمات داعش. ومع ذلك، "ورغم التصريحات المتكررة من قبل شخصيات المعارضة"، لا يوجد "دليل قاطع ... أن المسلحين ككل يخضعون لسيطرة النظام [السوري].
واتهم العديد من المسؤولين الحكوميين الغربيين الأسد بالشراكة مع داعش. صرح مسؤولون غربيون في عام 2015 أن الحكومة السورية وتنظيم داعش يديران بشكل مشترك محطة غاز في الطبقة باستخدام وسطاء لتزويد المناطق التي تسيطر عليها الحكومة وداعش بالكهرباء. وأشار تقرير صدر عام 2015 إلى أن تنظيم الدولة الإسلامية واصل تدفق الغاز إلى محطات الطاقة التي تسيطر عليها قوات الأسد. وعلاوة على ذلك، سمح تنظيم الدولة الإسلامية بمرور الحبوب من الإدارة الذاتية لشمال وشرق سوريا إلى المناطق الخاضعة لسيطرة الحكومة مقابل فرض ضريبة بنسبة 25٪. أفاد المنشقون عن داعش الذين قابلهم الأكاديميون في عامي 2015 و2016 أنهم "أصيبوا بخيبة أمل إزاء... التحالفات المزعجة التي شملت بيع مخازن القمح والنفط للأسد". وزعم رجل أعمال يعمل في الأراضي التي تسيطر عليها الحكومة وداعش أن حكومة الأسد "كانت لها تعاملات مع داعش بدافع الضرورة". ونقلت صحيفة وول ستريت جورنال، نقلاً عن وثائق حصلت عليها من زعيم النفط في داعش أبو سياف (الذي قُتل في غارة شنتها القوات الأمريكية في مايو 2015)، أن "رئيس أبو سياف طلب إرشادات حول إقامة علاقات استثمارية مع رجال أعمال مرتبطين بالرئيس السوري بشار الأسد". وفي عام 2017، قال مسؤولون أمريكيون وأوروبيون إن مبيعات النفط للحكومة السورية كانت أكبر مصدر لإيرادات داعش.
وأظهر تحليل غير منشور لقاعدة بيانات مركز IHS Jane's للإرهاب والتمرد أن 6% فقط من هجمات القوات الحكومية السورية كانت تستهدف تنظيم الدولة الإسلامية في الفترة من يناير/كانون الثاني إلى نوفمبر/تشرين الثاني 2014، بينما في نفس الفترة استهدفت 13% فقط من جميع هجمات تنظيم الدولة الإسلامية القوات الحكومية. قال الأكاديميون الذين أجروا مقابلات مع منشقين عن تنظيم الدولة الإسلامية في الفترة 2015-2016 إن من أجريت معهم المقابلات "لاحظوا أن قوات النظام تتخلى بشكل غريب عن الأراضي لصالح تنظيم الدولة الإسلامية دون القتال، بل وحتى تترك أسلحتها لداعش بدلاً من تدميرها". في مايو/أيار 2015، زعم ماريو أبو زيد من مركز كارنيغي للشرق الأوسط أن الهجوم الأخير لحزب الله "كشف حقيقة تنظيم الدولة الإسلامية في القلمون؛ لان التنظيم يعمل لصالح مخابرات النظام السوري"، بعد أن انخرط تنظيم الدولة الإسلامية في المنطقة في هجمات استطلاعية ضد وحدات الجيش السوري الحر في بداية القتال. وكان أيمن جواد التميمي قد نفى مثل هذه التأكيدات في عام 2014، بحجة أن "تنظيم الدولة الإسلامية لديه سجل في محاربة النظام على جبهات متعددة"، وقد انخرطت العديد من الفصائل المتمردة في مبيعات النفط للنظام السوري لأنه "يعتمد الآن إلى حد كبير على واردات النفط العراقي عبر وسطاء لبنانيين ومصريين من أطراف ثالثة"، وبينما "يركز النظام غاراته الجوية [على المناطق] التي لديه بعض التوقعات الحقيقية للتقدم فيها"، فإن الادعاءات بأنه "لم يضرب معاقل داعش" "غير صحيحة". واختتم: "إن محاولة إثبات مؤامرة بين داعش والنظام دون أي دليل قاطع أمر غير مفيد، لأنه يصرف الانتباه عن الأسباب الحقيقية وراء نمو داعش واكتسابها هذه الأهمية: ألا وهي أن الجماعات المتمردة تسامحت مع داعش". وبالمثل، ذكر ماكس أبرامز وجون جلاسر في صحيفة لوس أنجلوس تايمز في ديسمبر 2017 أن "الدليل على رعاية الأسد للدولة الإسلامية ... كان قوياً مثل رعاية صدام حسين للقاعدة". ووفقًا لتقرير IHS Markit في أبريل 2017، قاتل داعش قوات الحكومة السورية أكثر من أي خصم آخر بين 1 أبريل 2016 و31 مارس 2017: "43 في المائة من جميع معارك الدولة الإسلامية في سوريا كانت موجهة ضد قوات الرئيس الأسد، و17 ضد قوات سوريا الديمقراطية المدعومة من الولايات المتحدة، و40 في المائة المتبقية شملت قتال جماعات المعارضة المنافسة".

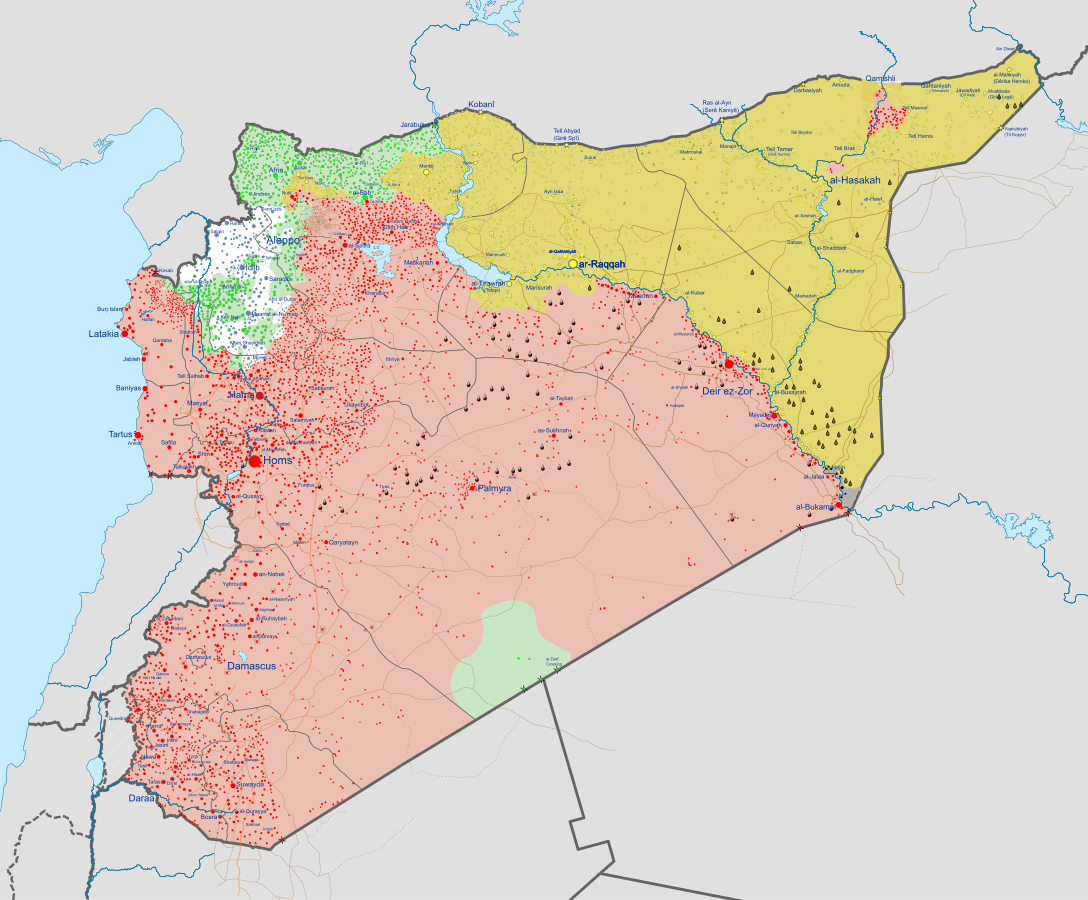
الوضع العسكري في يناير 2019

في عام 2015، أعلنت جبهة النصرة، فرع تنظيم القاعدة في سوريا، عن مكافأة تقدر بملايين الدولارات لقتل الأسد. خلال مسار الصراع، ارتكب تنظيم الدولة الإسلامية مذابح متكررة ضد المدنيين العلويين المؤيدين للحكومة وأعدم الجنود العلويين السوريين الأسرى، مع دعم معظم العلويين لبشار الأسد، وتشير التقارير إلى أن تنظيم الدولة الإسلامية وجبهة النصرة والجماعات المسلحة التابعة لهما تولت زمام المبادرة في هجوم على القرى العلوية في محافظة اللاذقية في سوريا في أغسطس/آب 2013.